# Залунин, Владимир Иванович
Влади́мир Ива́нович Залу́нин (род. 26 октября 1952 года, Казахская ССР) — российский учёный, преподаватель, профессор, кандидат философских наук, член-корреспондент Международной Академии акмеологических наук.
Один из ведущих в России специалистов в области социологии и социальной экологии. Автор одного из первых учебников по социальной экологии. Сыграл значительную роль в становлении системы подготовки социологов и социальных работников в Приморском крае. Автор социально-философской концепции «экологизации производства» как решающего средства оптимизации и гармонизации отношений между обществом и природой и преодоления угрозы глобального экологического кризиса. Выявил основания и принципы «кризисологии» как интегральной дисциплины о кризисных процессах. Разработал и обосновал идеи таких научных дисциплин как «конструктивная антропология» и «физическая антропотехнология». Соавтор разработки проекта и программы развития молодёжной политики в Приморском крае. Активно занимается исследованием технологий конструирования и деструкции социальных систем, парадигмального кластера трансцедентального субъекта социального познания.

## Биография
Родился 26 октября 1952 года в Казахской ССР.
В 1979 году окончил Дальневосточный государственный университет по специальности «Правоведение».
В 1984 году защитил диссертацию на тему «Источники и движущие силы экологизации производства» и получил учёную степень кандидата философских наук.

## Карьера
С 1987 по 1990 год заведовал кафедрой философии ДВГТУ. С 1990 по 1992 год — декан Гуманитарного факультета ДВГТУ.
В 1996 году назначен Председателем Научно-методического совета по образованию в области социальных наук ДВ РУМЦ.
С 1996 по 2000 год — член президиума УМО по социальной работе при Московском государственном социальном университете, участвовал в обсуждении и разработке образовательных стандарта по социальной работе.
Неоднократно возглавлял Государственные экзаменационные комиссии ДВГУ и ДВГТУ.
С 2006 по 2009 год — заведующий кафедрой социологии МГУ им. адм. Г. И. Невельского.
С 2007 по 2016 год являлся членом УМО по социологии и социальной антропологии при МГУ им. В. М. Ломоносова. Неоднократно был членом комиссий по аттестации вузов Министерства образования и науки РФ.
С 2014 года — профессор кафедры философии и общественных наук МГУП.
С 2015 года преподаёт философию и методологию социальных наук в ГАУГН.
С 2017 года является заместителем заведующего кафедрой по научно-исследовательской работе кафедры «Гуманитарные дисциплины» Московского политехнического университета, преподаёт философию и социологию.
Член Приморского отделения Российского философского общества.

## Учебно-методическая работа
Методически обеспеченные читаемые курсы:
- «История социологии», «Современная западная социология», «Социальная экология», «Антропология», «Общая социология», «Социология молодёжи», «Семиотика», «Социология управления», «Социальное проектирование», «Социальные инновации», «Теория государства и права», «История и методология научного познания» — для магистров,
- «Теория и методология социального познания» и «Современные проблемы науки» — для аспирантов.

Подготовлены курсы по «Философии», «Культурологии», «Политологии», «Кризисологии», «Теория и технология социального мифотворчества», «Теории и технологии коммуникации».
Издал свыше 45 учебно-методических работ, в том числе 7 учебных пособий.
В 2003 году по результатам конкурса учебников и учебных пособий, представленных на соискание премии профессора В. М. Мендрина, Залунину была присуждена премия в номинации «Учебное пособие с грифом Министерства образования РФ» за учебное пособие «Социальная экология». В дальнейшем книга несколько раз дополнялась и переиздавалась.

## Научно-исследовательская работа
Сфера научных интересов — социальная экология, социальная эпистемология, феноменология кризисного сознания, технологии социального мифотворчества, антропологическое проектирование и конструирование образовательного идеала, закономерности конструирования и деструкции (дезорганизации) социальных систем.
В 1990 году участвовал в первом международном симпозиуме «Космос, цивилизация и общечеловеческие ценности» в Болгарии, неоднократно участвовал в международных, всесоюзных и республиканских конференциях.
С 1991 по декабрь 1993 года являлся руководителем научно-исследовательского проекта «Социальное и культурное пространство региона» в рамках республиканской программы «Возрождение России».
С 1995 по 2001 год являлся членом специализированного совета по защите кандидатских диссертаций на соискание ученой степени кандидата философских наук при ДВГТУ, с 1996 по 2007 год — член специализированного совета по защите кандидатских диссертаций на соискание ученой степени кандидата социологических наук при ДВГТУ.
В качестве научного руководителя подготовил 15 кандидатов философских и социологических наук.

## Публикации
Автор 225 публикаций, из них 70 учебно-методических и 155 научных работ, в том числе 7 учебных пособий и 4 монографии.
Учебные пособия
- Залунин В. И. Социальная экология. — Владивосток: Изд-во ДВГТУ, 2003. — 245 с. — ISBN 5-93362-215-X
- Залунин В. И. Социальная экология: Учебно-методический комплекс. — Владивосток: Изд-во ДВГТУ, 2008.
- Залунин В. И. Антропология: Учебное пособие. — Владивосток: Изд-во МГУ им. адм. Г. И. Невельского, 2011.
- Залунин В. И. Основы социальной экологии. Учебное пособие. — Владивосток: МГУ им. адм. Г. И. Невельского, 2012. — 247 с. — ISBN 978-5-8343-0779-2
- Залунин В. И. Основы социальной экологии. Практикум. Учебное пособие. — Владивосток: МГУ им. адм. Г. И. Невельского, 2013. — 143 с. — ISBN 978-5-8343-0820-1
- Андреева О. В., Залунин В. И., Казмирук М. В., Каменев С. В. История и философия науки: учебное пособие. — Владивосток: МГУ им. адм. Г. И. Невельского, 2013. — 200 с.
- Залунин В. И. Социальная экология: учебник для академического бакалавриата. — 2-е изд., испр. и доп. — М.: Изд-во Юрайт, 2019. — 206 с. — ISBN 978-5-534-07595-3.

Монографии
- Залунин В. И. Экологизация производства: сущность, содержание, факторы. — Владивосток: Изд-во ДВГУ, 1989. — 142 с. — ISBN 5-7444-0048-6
- Залунин В. И., Безруков И. С., Крупа Т. А. Семья в условиях кризиса (на примере Приморского края). — Владивосток: Изд-во ВГУЭС, 2004. — 150 с. — ISBN 5-8224-0087-6
- Залунин В. И., Фролова М. И. Формирование региональной молодёжной политики в переходном обществе (на материалах Приморского края). — Владивосток: Изд-во ДВГТУ, 2007. — 213 с. — ISBN 978-5-7596-0720-5

Сборники статей
- Залунин В. И. Культура, техника, человек: Диалектика взаимосвязи: Сборник статей. — Владивосток: Изд-во Дальневост. ун-та, 1991. — 160 с. — ISBN 5-7444-0261-6

Статьи
- Залунин В. И., Фролова М. И. Феномен субъектности молодёжи в условиях российской трансформации (опыт концептуализации). // Труды Дальневосточного государственного технического университета. 2005. № 139. С. 221—233.

## Почётные звания и награды
За многолетнюю научно-педагогическую и учебно-методическую деятельность в 2002 году был награждён Почётной грамотой Министерства образования Российской Федерации, а в 2006 году — нагрудным знаком «Почётный работник высшего профессионального образования Российской Федерации».